# 夜想曲第7番 (ショパン)
夜想曲第7番 嬰ハ短調 作品27-1は、フレデリック・ショパンが1835年に作曲したピアノのための夜想曲。翌年に作品27-2と対にして出版された。

## 構成

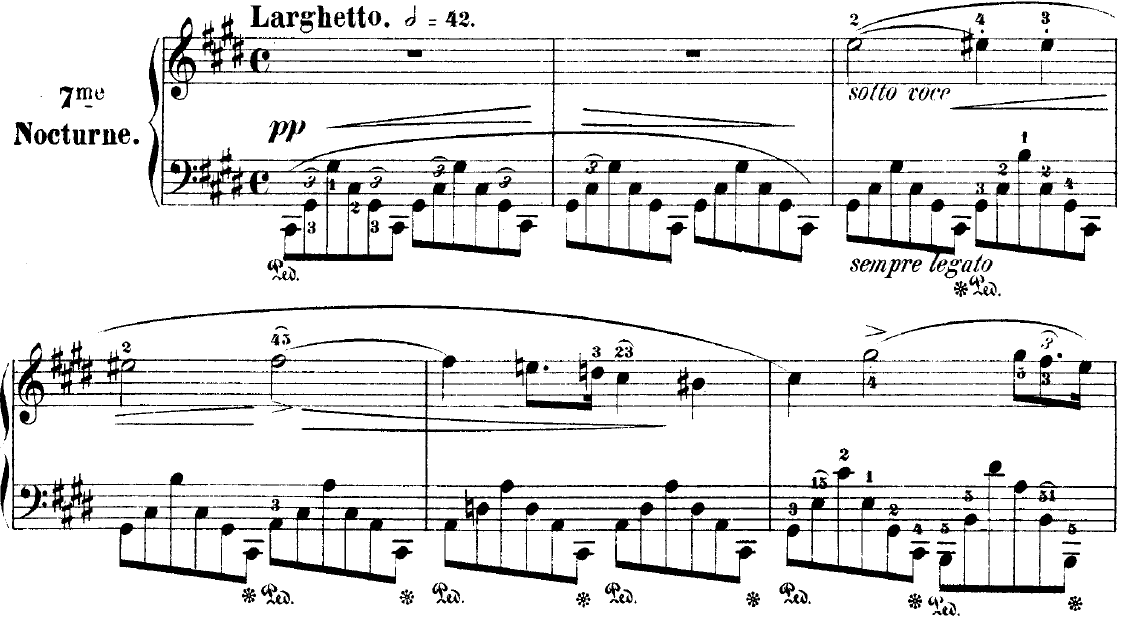
冒頭部分

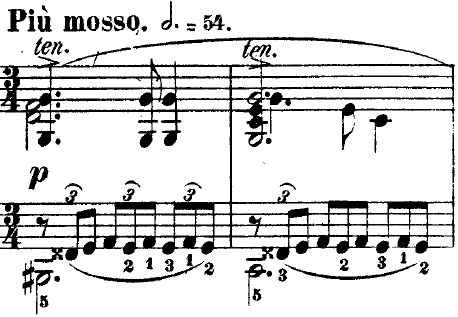
中間部分

嬰ハ短調、4分の4拍子（中間部は4分の3拍子）。三部形式。いずれも3連符を基本にしている。
- ラルゲット
主題部では低音の幅広い音域で中空5度の重苦しい伴奏。右手は簡単な半音ずつの進行。時に途切れて左手伴奏だけが残る。

- ピウ・モッソ
ジェームズ・ハネカーによるとベートーヴェン風の劇的な展開。低音の半音トレモロの上に力強い主和音がオクターヴ奏法で現れる。一定の盛り上がりの解決は平行調ホ長調。変イ長調に転調して、五度のトレモロの後はオクターヴのレチタティーヴォ。

再び主題が繰り返され、嬰ハ長調に転調しピカルディの三度を使って終わる。